# 青森県道261号鳴沢停車場線
青森県道261号鳴沢停車場線（あおもりけんどう261ごう なるさわていしゃじょうせん）は、青森県西津軽郡鯵ヶ沢町からつがる市に至る一般県道である。

## 概要
鯵ヶ沢町北浮田町にあるJR五能線 鳴沢駅からJR五能線にほぼ平行し、つがる市木造越水で青森県道267号山田鰺ケ沢線に至る。

### 路線データ
- 起点 : 鳴沢停車場[1]
- 終点 : つがる市木造（青森県道267号山田鰺ケ沢線交点）[1]

## 歴史
- 1961年（昭和36年）2月10日 - 県道に認定される[1]。

## 地理

### 交差する路線
- 青森県道262号鳴沢停車場南浮田線（西津軽郡鰺ヶ沢町、起点）
- 青森県道267号山田鰺ケ沢線（つがる市木造、終点）

### 沿線の施設
- JR五能線 鳴沢駅
- 鰺ケ沢警察署 鳴沢駅前交番
- 弘南バス 広岡入口バス停